# Il maestro che promise il mare
Il maestro che promise il mare (in lingua originale spagnola: El maestro que prometió el mar) è un film del 2023 diretto da Patricia Font e ispirato al romanzo di Francesc Escribano Desterrando el silencio: Antoni Benaiges, el maestro que inventó el mar.

## Trama
Il film racconta la biografia di Antoni Benaiges, un maestro elementare catalano iscritto al Partito Socialista Operaio Spagnolo, che nel 1935 viene assegnato ad una scuola di Bañuelos de Bureba, un piccolo paesino in provincia di Burgos. Il giovane insegnante rivoluziona i canoni scolastici dell'epoca, implementando un metodo educativo moderno e attento ai bisogni dei bambini. Sarà assassinato dai fascisti della Falange all'inizio della guerra civile spagnola poiché ateo, "rosso" e fuori dai criteri socialmente accettati dal regime.
Le vicende di Antonio si intrecciano con quelle, ambientate nel 2010, di Ariadna: la donna è infatti intenzionata ad esaudire il desiderio di suo nonno, che sta cercando i resti di suo padre, ucciso in guerra. Ariadna si reca presso una fossa comune, nella quale il suo bisnonno potrebbe essere sepolto.

## Produzione
Le riprese del film si sono svolte tra Mura e Briviesca; per il film ci sono volute oltre sei settimane di riprese.
Qualche mese prima, uno spettacolo teatrale sulla storia di Antoni Benaiges era stato annullato dal sindaco di Briviesca, in quello che era stato denunciato dai registi come un atto di censura. Patricia Font ha raccontato di aver scoperto della vicenda solo in prossimità della conclusione delle riprese e ha sostenuto di non aver avuto alcun tipo di problema a girare nel paese.
Alle riprese ha collaborato anche Francisco Echeverría, un archeologo forense che aveva lavorato alla reale esumazione della fossa di La Pedraja che venne ricreata nel film.

## Distribuzione
Il film è stato presentato in anteprima mondiale in occasione della Semana Internacional de Cine de Valladolid, il 27 ottobre del 2023. È stato proiettato nei cinema della Spagna a partire dal 10 novembre 2023. Inizialmente distribuito in 83 sale, ha avuto un tale successo di pubblico tale da estenderne la distribuzione fino a 124. In Italia invece il film è uscito il 19 settembre 2024 distribuito da Officine UBU.

## Accoglienza

### Incassi
Il film in Spagna ha incassato circa 1,7 milioni di euro, mentre in Italia 374 mila euro, di cui 8,5 mila soltanto nel primo weekend di proiezioni.

### Critica
Ekaitz Ortega di Hobby Consolas assegnò al film un punteggio di 73 (buono), sostenendo che "sa trovare la propria identità e si assume anche rischi insoliti nel genere".
Su Cinemanía, Enid Román Almansa ha attribuito alla pellicola quattro stelle e mezza su cinque, sostenendo che il protagonista Enric Auquer "fa un lavoro di toccante delicatezza e tenerezza come l'insegnante che prometteva ai suoi studenti (piccoli grandi talenti) di portarli a vedere il mare" e concluse la recensione con le parole "Una storia molto terribile e tristemente vera, un film molto bello".
Júlia Olmo su Valencia Plaza ha recensito positivamente la pellicola, definendola "un film commovente, molto triste e anche bellissimo (...) con una certa intenzione pedagogica, al servizio della storia e del discorso, e, in questo senso, anche vicino al documentario". Su Fotogramas Pere Vall ha elogiato particolarmente l'interpretazione "superba" di Enric Auquer.

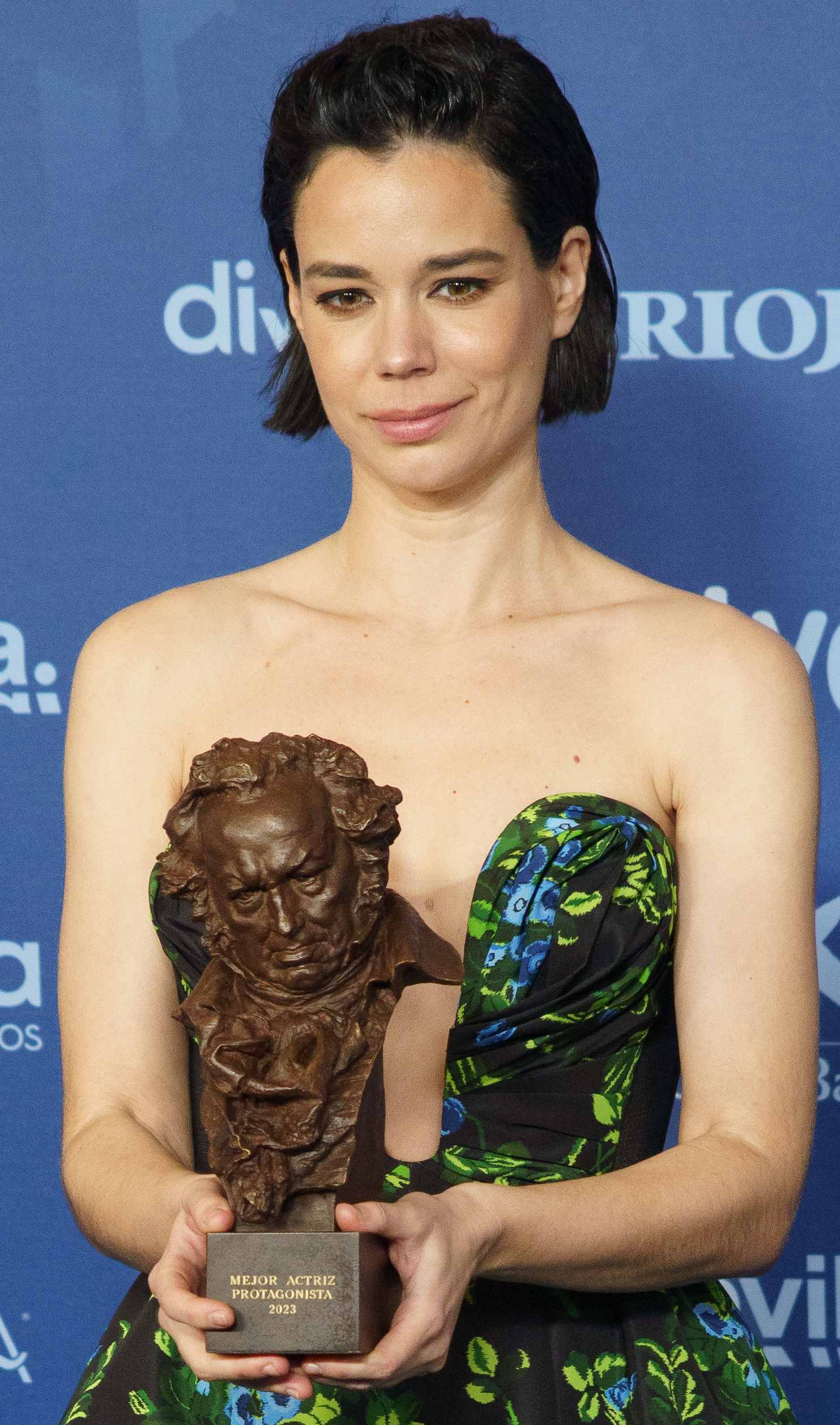
La protagonista Laia Costa in occasione dei Premi Goya 2023

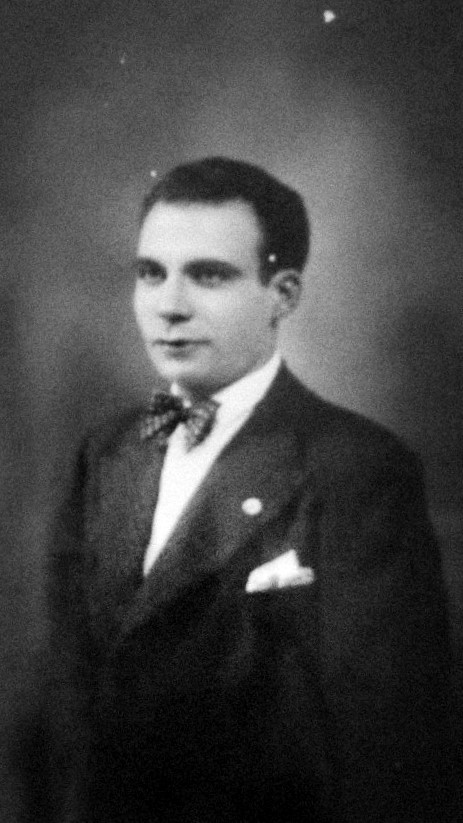
Ritratto del reale Antoni Beniages, la cui vita è narrata nel film

Non sono mancate tuttavia le critiche negative: ad esempio, Manuel J. Lombardo sul Diario de Sevilla ha definito il film "tanto didascalico quanto inerte". Elsa Fernández-Santos su El País ha riconosciuto che, pur essendo eccessivamente sdolcinato, il film si reggeva quasi interamente sull'interpretazione di Auquer. Luis Martínez su El Mundo ha assegnato tre stelle al film, apprezzando "la meticolosa ricostruzione di quanto avvenuto", ma ponendo dei dubbi sulla parte del film svolta nel presente, in particolare sull'approfondimento del personaggio interpretato da Laia Costa.
Il film ha ottenuto un buon successo ed è stato candidato a diversi premi cinematografici.

## Riconoscimenti
- 2024 - Premio Goya
  - Candidatura alla migliore sceneggiatura non originale a Albert Val
  - Candidatura al miglior attore protagonista a Enric Auquer
  - Candidatura alla migliore attrice non protagonista a Luisa Gavasa
  - Candidatura al migliori costumi a Maria Armengol
  - Candidatura alla miglior colonna sonora a Natasha Arizu del Valle

- 2024 - Premio Gaudí
  - Premio del pubblico a Patricia Font
  - Candidatura al miglior film non in lingua catalana
  - Candidatura alla migliore sceneggiatura non originale a Albert Val
  - Candidatura al miglior attore protagonista a Enric Auquer
  - Candidatura ai migliori costumi a Maria Armengol
  - Candidatura al miglior trucco e acconciatura a Patricia Reyes
  - Candidatura al miglior direttore di produzione a Josep Rosell

- 2024 - Medallas del Círculo de Escritores Cinematográficos
  - Candidatura come miglior attore a Enric Auquer
  - Candidatura come miglior attrice secondaria a Luisa Gavasa
  - Candidatura come miglior musicista a Natasha Arizu del Valle

- 2024 - Premio YoGa
  - Peggior attrice spagnola a Laia Costa